# Robi-lyuk
A Robi-lyuk a Duna–Ipoly Nemzeti Parkban, a Pomázon lévő Holdvilág-árokban található egyik üreg.

## Leírás
A Karolina-árok Holdvilág-árki betorkollásánál, az északi oldalban levő, kőfejtőszerű sziklafal leszakadásának a közelében van. A leszakadás előtt körülbelül 30 méterre található egy nagyobb fa. Ennek a tövénél nyílik. Valamivel több mint két méter hosszú, szűk keresztmetszetű. Omladékban keletkezett.
1993-ban volt először Robi-lyuknak nevezve az üreg az irodalmában.

## Kutatástörténet
1991-ben talált rá Brada Róbert.
Az Eszterhás István által írt Magyarország nemkarsztos barlangjainak lajstroma című, 1993-ban készült kéziratban az olvasható, hogy a Visegrádi-hegységben, a 4900-as barlangkataszteri területen, Pomázon helyezkedik el a Robi-lyuk. Az andezitagglomerátumban keletkezett barlang 2 m hosszú és 2 m magas. Az összeállításban fel van sorolva az a Magyarországon, nem karsztkőzetben kialakult, létrehozott 520 objektum (478 barlang és 42 mesterséges üreg), amelyek 1993 végéig ismertté váltak. Magyarországon 53 barlang, illetve mesterségesen létrehozott, barlangnak nevezett üreg alakult ki, lett kialakítva andezitagglomerátumban. A Visegrádi-hegységben 33 barlang jött létre nem karsztkőzetben.
1997-ben többszöri keresés ellenére sem sikerült Eszterhás Istvánéknak megtalálni az üreget. A 2001. november 12-én készült Magyarország nemkarsztos barlangjainak irodalomjegyzéke című kézirat barlangnévmutatójában szerepel a Robi-lyuk. A barlangnévmutatóban fel van sorolva 4 irodalmi mű, amelyek foglalkoznak az üreggel. A 364. és a 366. tételek nem említik, a 363. és a 365. tételek említik.
A 2014. évi Karsztfejlődésben megjelent tanulmányban az olvasható, hogy a Visegrádi-hegység 101 barlangjának egyike a Pomázon található Robi-lyuk, amely 2 m hosszú és 2 m magas.